# Чарльз Гарріс (тенісист)
Чарльз Гарріс (англ. Charles Harris; 2 квітня 1914 — 10 вересня 1993) — колишній американський тенісист.
Перемагав на турнірах Великого шолома в парному розряді.

## Фінали турнірів Великого шолома

### Парний розряд (1 перемога)
| Результат | Рік  | Турнір            | Покриття | Партнер    | Суперники                | Рахунок                  |
| --------- | ---- | ----------------- | -------- | ---------- | ------------------------ | ------------------------ |
| Перемога  | 1939 | Чемпіонат Франції | Ґрунт    | Дон Макніл | Жан Боротра Жак Брюньйон | 4–6, 6–4, 6–0, 2–6. 10–8 |